# Mar de amor
Mar de amor é uma telenovela mexicana produzida por Nathalie Lartilleux para a Televisa e exibida pelo Las Estrellas entre 16 de novembro de 2009 a 2 de julho de 2010, substituindo Mi Pecado e sendo substituída por Cuando me enamoro, em 164 capítulos.
A história original é de Delia Fiallo e é um remake da telenovela venezuelana María del Mar produzida pela Venevisión em 1978.
A telenovela foi exibida no Brasil no SBT em 2016 e em Portugal na TV Record em agosto de 2022.
A trama é protagonizada por Zuria Vega e Mario Cimarro; antagonizada por Ninel Conde, Mariana Seoane, Manuel Landeta e Marcelo Córdoba. Tem atuações estelares de Erika Buenfil, Juan Ferrara, Florencia de Saracho e Arturo Carmona.

## Enredo
Na Praia Escondida, em San Lorenzo vive Estrela Marinha, uma jovem sonhadora, de bons sentimentos, mas de caráter forte, decidida e rebelde. Ela foi criada pelos padrinhos, dois pescadores, já que sua mãe Cacilda ficou doente depois que sofreu um abuso sexual. Desse estupro, nasceu Estrela. Para se sustentar, ela aprendeu a pescar e disso vive. Depois de muitos anos de ausência, volta à Praia Escondida Vítor Manuel Galíndez, um homem deprimido por um passado que o atormenta. Ele decide ficar por lá e esquecer seu triste passado. León Parra-Ibânhez, o homem mais rico e malvado da Praia Escondida, vive com suas duas filhas: a egoísta e prepotenta Oriana, e a nobre Helena. Oriana tenta conquistar Vítor Manuel, mas ele se apaixona por Estrela, que corresponde a esse amor.
León quer construir um grande complexo hoteleiro no povoado, e para isso, tem a ajuda da filha Oriana, que acabou de se graduar em Engenharia Civil. Mas para isso, León deve comprar o povoado de Vítor Manuel, que é o verdadeiro dono da Praia Escondida. Vítor e Estrela se apaixonam e tentam ser felizes, mas Oriana e seu pai, que quer fazer Estrela se casar com ele a qualquer preço, decidem separá-los de qualquer forma. E inesperadamente, depois de uma noite tempestuosa, aparece jogada na areia da praia uma mulher que veio das profundezas do mar, e que todos acreditam ser uma sereia. Ela é Coral, uma mulher sem memória que Vítor Manuel conhecia do passado e já teve um romance. Ele pensava que ela estava morta, e por isso foi para o povoado. Agora, pensando ainda amar Coral, Vítor decide ajudá-la a recuperar sua memória. Com isso, Estrela se enche de ciúmes, e León e Oriana usam isso para atormentar a jovem, fazendo-a crer que Vítor e Coral são amantes. No decorrer da trama, Oriana se arrepende de todas as suas maldades e passa a se unir a Estrela para colocar León na cadeia e impedir que Vitor Manuel se case com Coral.
Então, Estrela decide ir com a mãe Cacilda para a cidade, onde conhecem Hernán, um psiquiatra famoso que se apaixona por ela. Tudo parece estar perdido para a bonita história de Estrela e Vítor Manuel, e somente a força de seu amor poderá ajudá-los a encontrar a verdadeira felicidade.

## Elenco
| Ator                 | Personagem                                                                |
| -------------------- | ------------------------------------------------------------------------- |
| Zuria Vega           | Estrela Marinha Bricenho de Galíndez                                      |
| Mario Cimarro        | Vítor Manuel Galíndez Garabán                                             |
| Manuel Landeta       | León Parra-Ibanhes                                                        |
| Mariana Seoane       | Oriana Parra-Ibanhes Bricenho / Oriana Parra-Ibanhes de Nieves            |
| Ninel Conde          | Catalina Mirrares / Catalina Mirrares de Galíndez (Coral)                 |
| Erika Buenfil        | Cacilda / Cacila de Bricenho                                              |
| Juan Ferrara         | Guilhermo Bricenho                                                        |
| Arturo Carmona       | Santos Nieves                                                             |
| Marcelo Córdoba      | Hernán Irazábal                                                           |
| Amairani             | Frederica Martínez                                                        |
| Florencia de Saracho | Helena Parra-Ibanhes Bricenho / Helena Parra-Ibanhes de Plaza (Heleninha) |
| Ramon Valdez Urtiz   | Salvador Ruiz                                                             |
| Mar Contreras        | Rosélia                                                                   |
| Renata Flores        | Simona                                                                    |
| Ignacio López Tarso  | Morraras Mirrares                                                         |
| Raquel Olmedo        | Luz Garabán                                                               |
| María Sorté          | Aurora de Ruiz                                                            |
| Norma Herrera        | Violeta                                                                   |
| Mauricio Mejía       | Marco Túlio Plaza                                                         |
| Renata Notni         | Carmen Bracho                                                             |
| Arlette Pacheco      | Maura Larroja                                                             |
| Claudia Silva        | Inês Lombardo                                                             |
| Rodrigo Nehme        | Lorenzo Garabán                                                           |
| Nicolás Mena         | Jorge Parra-Ibanhes Garabán                                               |
| Victória Diaz        | Mercedes Alcalá                                                           |
| Patsy                | Lúcia Galíndez                                                            |
| Erick Fernando       | Tilico Mirrares                                                           |
| Sergio Reynoso       | Antônio Ruiz                                                              |
| Yuliana Peniche      | Rainha                                                                    |
| Elizabeth Dupeyrón   | Mística                                                                   |
| Juan Ángel Esparza   | Oswaldo Ascânio                                                           |
| Georgina Salgado     | Esperança Ruiz                                                            |
| Evelyn Zavala        | Abril                                                                     |
| Ernesto Faxas        | Gustavo "Gus"                                                             |
| Marco Méndez         | Dr. David Bermudes                                                        |
| Javier Ruán          | Bracho                                                                    |
| Toño Infante         | Tubarão                                                                   |
| Elsa Cárdenas        | Luciana de Irazábal                                                       |
| Beatriz Monroy       | Crisanta                                                                  |
| Óscar Feretti        | Padre Zamorita                                                            |
| Adrián Martiñón      | Martín                                                                    |
| Yirelka Yeraldine    | Trânsito                                                                  |
| Amor Flores          | Chom                                                                      |
| Gerardo Albarrán     | Roberto Oduver / Ricardo Oduver                                           |
| Claudia Ortega       | Sílvia                                                                    |
| Aleyda Gallardo      | Rita                                                                      |
| Rosángela Balbó      | Estefânia Peralta                                                         |
| Queta Lavat          | Alfonsina Zapata                                                          |
| Rafael del Villar    | Henrique                                                                  |
| Esteban Franco       | Advogado de Salvador                                                      |
| José Antonio Ferral  | Representante do Ministério Público                                       |
| José Antonio Ferral  | Comandante da Polícia                                                     |
| Juan Ignacio Aranda  | Fiscal                                                                    |
| Juan Ignacio Aranda  | Promotor                                                                  |
| Hugo Macías Macotela | Juiz                                                                      |
| Sebasián Dopazo      | Dr. Prado                                                                 |
| Jaime Lozano         | Dr. Espinoza                                                              |
| Fernando Estrada     | Dr. Ángel Estrada                                                         |
| Marius Biegai        | Mía                                                                       |
| Juan Carlos Bonet    | Advogado de León                                                          |
| Luis Bayardo         | Juiz Moncada                                                              |
| Fernando Estrada     | Dr. Sanches                                                               |
| Rafael Origel        | Secretário do Juiz                                                        |

## Características dos personagens
- Estrela Marinha (Zuria Vega) - É uma jovem bondosa e sensível. Filha de Guilhermo e Cacilda "A Louca", é apaixonada por Vítor Manuel Galíndez. Sofre muito trabalhando na casa onde mora o perigoso León Parra-Ibânhez, seus filhos Oriana, Helena e Jorge e seu pai Guilhermo Briceño. No final, Estrela e Vítor Manuel se casam e vivem felizes.
- Vítor Manuel (Mário Cimarro) - É um jovem marinheiro carismático e bondoso. Filho da Índia Luz, É apaixonada pela jovem Estrela Marinha, só que se casa com Catalina Mijares, mas conhecida como Coral, uma mulher louca, mentalmente perturbada que faz da vida do seu marido um inferno.
- Catalina (Coral) (Ninel Conde) - É uma mulher perturbada mentalmente, que faz de tudo para separar Vítor Manuel de Estrela. É uma das cúmplices de León Parra.
- León Parra (Manuel Landeta) - Um homem inescrupuloso, frio e maldoso. Matou a sua esposa quando jovem. Tem três filhos, Oriana, Helena e Jorge. Faz de tudo para arruinar Estrela Marinha. Nos últimos capítulos da trama, León é devorado por leões e morre arrependido de todos os seus crimes.
- Oriana (Mariana Seoane) - É uma jovem que puxou as mesmas características do pai. Egoísta e maldosa, faz de tudo para tirar Estrela Marinha do seu caminho. No decorrer da trama, Oriana sofre um corte no rosto, e depois desse acidente, Oriana cai em si, se arrepende de todas as suas maldades e se une a Estrela para colocar León atrás das grades e também para impedir que Vítor Manuel se case com Coral.

## Produção
A princípio, 'Mar de Díos' foi o título pensando para a novela.
O principal local de gravação da telenovela foi em um praia privada chamada "San Lorenzo", localizada no município de Campeche. Também ocorreram gravações em Playa del Carmen e em variados sítios arqueológicos.
Participaram da produção 130 profissionais da Televisa. Foram gerados 300 empregos para os moradores locais, dos quais 90 foram de forma direta. O Secretaria de Estado do Turismo disse que a gravação da telenovela no local foi um importante incentivo do ramo turístico na região.
Dois dias depois de terminar as gravações da novela, o ator cubano Mario Cimarro foi demitido da produção, quando ainda havia mais de 40 cenas para gravar. Tais cenas foram modificadas com outros personagens da trama. Cimarro gravou o fim da trama em Campeche, antes de sua demissão.

## Exibição

### Brasil
Foi exibida pela primeira vez pelo canal pago TLN Network de 1 de junho de 2015 a 14 de janeiro de 2016, substituindo Camaleões e sendo substituída por Rebelde.
Foi exibida pelo SBT de 16 de maio a 21 de novembro de 2016, em 136 capítulos, substituindo a reprise de Cuidado com o Anjo e sendo substituída por Querida Inimiga, às 15h45.
Foi exibida pela segunda vez pelo canal pago TLN Network de 3 de agosto de 2020 a 25 de março de 2021, substituindo Amor de Bairro e sendo substituída por Triunfo do Amor.
Foi reprisada pelo SBT de 13 de dezembro de 2021 a 14 de junho de 2022, em 120 capítulos, sendo substituída por Cuidado com o Anjo (sua antecessora original), abrindo uma terceira faixa de novelas vespertinas, ás 17 horas. Com o fim de Se Nos Deixam, ocasionando na extinção da faixa das 18h30, a novela teve a sua duração ampliada, passando a encerrar ás 18h15. Não foi exibida nos dias 15 e 22 de fevereiro, 8 e 15 de março, 5, 12, 26 e 28 de abril, 3, 5, 18 e 25 de maio de 2022 em ocasião da transmissão dos jogos da Liga dos Campeões da UEFA, das semifinais e final da Liga Europa e da final da Liga Conferência. No dia 29 de março de 2022, a novela é reclassificada de "não recomendado para menores de 12 anos" para "não recomendado para menores de 14 anos" por conter violência, drogas lícitas e linguagem inapropriada. Tal mudança na classificação indicativa não irá alterar seu horário de exibição, já que a obrigatoriedade de exibição de conteúdos de acordo com a faixa etária foi derrubada em 2016.

### Portugal
Foi exibida pela RecordTV Europa entre 10 de agosto de 2022 a 11 de abril de 2023 substituindo Que Pobres Tão Ricos e sendo substituída por Quando me Apaixono.
Está sendo exibida pela segunda pela RecordTV Europa desde 27 de novembro de 2024 substituindo Meu Coração é Teu.

## Audiência

### No México
Estreou com uma média de 18 pontos. Sua maior audiência é de 21 pontos. Já a sua menor audiência é de 10 pontos, alcançados no dia 24 de dezembro de 2009. O último capítulo teve média de 18 pontos. Finalizou com 18 pontos de média geral, índice considerado satisfatório.

### No Brasil
Exibição original
O primeiro capítulo de Mar de Amor registrou 7,3 pontos na Grande São Paulo segundo o IBOPE.
Como médias de entre 7 e 8 pontos, no dia 15 de agosto de 2016, a novela marcou 10 pontos na Grande São Paulo, batendo recorde de audiência.
O último capítulo teve média de 6,6 pontos A trama teve média geral de 7,5 pontos, superando todas as antecessoras do horário.
Reprise
Em sua reestreia registrou 5,3 pontos. O segundo capítulo registrou 4,9 pontos. O quarto capítulo registrou 4,5 pontos. Em 24 de dezembro de 2021, registrou 2,8 pontos.
Em 30 de maio de 2022, registra a sua maior média com 5,5 pontos.
O último capítulo registrou 4,5 pontos. Teve média geral de 4,2 pontos, não repetindo o mesmo sucesso da exibição original.

## Prêmios e Indicações

### Prêmio TVyNovelas 2011
| Categoria             | Nomeado(a)   | Resultado |
| --------------------- | ------------ | --------- |
| Melhor primeira atriz | María Sorté  | Indicado  |
| Melhor primeiro ator  | Juan Ferrara | Indicado  |
| Melhor atriz juvenil  | Renata Notni | Indicado  |
| Melhor tema musical   | Fanny Lu     | Indicado  |